# 어떤 개인 날 (드라마)
《어떤 개인 날》은 1984년 6월 8일에 방영된 KBS 1TV 청소년문학관 시리즈 중 일곱 번째 작품이다.

## 줄거리
대학입시를 본 세 친구 중 혜자는 시험을 잘봐서 엄청 높은 성적이지만 집안 사정 때문에 진학을 포기하고 취업하고, 준배는 시험을 망쳐 떨어지게 되고 후기에도 떨어져 결국 재수학원을 다니게 되고, 부잣집 막내 아들인 영세는 좋은 성적으로 대학에 진학하여 대학생이 된다.

## 등장 인물

### 주요 인물
- 선우은숙 : 혜자 역
- 서영진 : 준배 역
- 홍요섭 : 고영세 역

### 그 외 인물
- 백일섭 : 혜자의 직장 상사 역
- 김선자
- 사미자 : 영세의 어머니 역
- 서우림 : 준배의 어머니 역
- 연운경 : 준배의 누나 역
- 김진애
- 구충서
- 이원종 : 레스토랑 직원 역
- 노영화
- 문수화